# Mesocyclops guangxiensis
Mesocyclops guangxiensis – gatunek widłonoga z rodziny Cyclopidae. Nazwa naukowa tego gatunku skorupiaków została opublikowana w 1992 roku przez amerykańską biolog Janet W. Reid z Smithsonian Institution, National Museum of Natural History w Waszyngtonie i Briana H.Kaya (1944-2017) z Queensland Institute of Medical Research.